# Parenion beelaronga
Parenion beelaronga är en stekelart som beskrevs av Austin och Paul C. Dangerfield 1992. Parenion beelaronga ingår i släktet Parenion och familjen bracksteklar. Inga underarter finns listade i Catalogue of Life.